# Maliabad, Raichur
Maliabad là một làng thuộc tehsil Raichur, huyện Raichur, bang Karnataka, Ấn Độ.